# Meris Skenderović
Meris Skenderović (serbisch-kyrillisch Мерис Скендеровић; * 28. März 1998 in Mannheim) ist ein montenegrinisch-deutscher Fußballspieler. Er spielt aktuell für die Stuttgarter Kickers und ist ehemaliger deutscher und montenegrinischer Junioren-Nationalspieler.

## Karriere

### Verein
Der montenegrinisch-stämmige Skenderović hatte das Fußballspielen beim MFC 08 Lindenhof in seiner Heimat- und Geburtsstadt Mannheim begonnen, ehe er 2008 in die Jugendabteilung der TSG 1899 Hoffenheim wechselte. Er durchlief in Hoffenheim die Jugendmannschaften ab der U12. Mit der U19-Mannschaft erreichte er in der Saison 2015/16 die Meisterschaft in der Staffel Süd/Südwest und wurde mit 19 erzielten Toren gemeinsam mit Moritz Heinrich Torschützenkönig der Staffel. In der folgenden Saison 2016/17 war er mit 16 Toren in 20 Einsätzen erneut einer der besten Torschützen. In derselben Saison debütierte er am 13. Mai 2017 in der Regionalliga Südwest für die zweite Mannschaft der TSG in einem Spiel gegen die Kickers Offenbach.
In der Saison 2017/18 stand Skenderović auch im Profikader der Kraichgauer; er unterschrieb einen bis 2021 laufenden Profivertrag. In der UEFA Europa League spielte er in der heimischen Rhein-Neckar-Arena im Gruppenspiel gegen Ludogorez Rasgrad nach einer Einwechslung in der 56. Minute für Philipp Ochs das erste Mal international. In der Bundesliga kam er nicht zum Einsatz und spielte in der zweiten Mannschaft. In der folgenden Saison 2018/19 stand Skenderović ausschließlich im Kader der zweiten Mannschaft. Er kam bis zur Winterpause in 14 Regionalligaspielen zum Einsatz und erzielte sechs Treffer.
Am 29. Januar 2019 wechselte Skenderović bis zum Ende der Saison 2018/19 auf Leihbasis in die österreichische Bundesliga zum TSV Hartberg, mit dem er als Tabellenelfter knapp die Klasse hielt. Im Sommer 2019 wurde ein einjähriges Leihgeschäft mit dem Drittligisten FC Carl Zeiss Jena vereinbart. Bis zur aufgrund der COVID-19-Pandemie angeordneten Saisonpause lief der Stürmer in 15 wettbewerbsübergreifenden Pflichtspielen auf, konnte kein Tor erzielen und lediglich eins vorbereiten. Bis Anfang Juni 2020 kam der Angreifer auf vier weitere Ligaspiele ohne Torbeteiligung für den Verein. Nach dem 30. Spieltag lag Jena abgeschlagen auf dem letzten Platz und suspendierte Skenderović und vier andere Profis, „mit denen wir über das Saisonende hinaus nicht planen“.
In der Saison 2020/21 spielte Skenderović erneut für die zweite Mannschaft der TSG Hoffenheim in der Regionalliga Südwest. In der Saison 2021/22 trat er für den 1. FC Schweinfurt 05 in der Regionalliga Bayern an und erzielte in 34 Einsätzen 17 Tore. 
Zur Saison 2022/23 wechselte er zum TSV 1860 München in die 3. Liga. Er konnte in seiner ersten Saison vier Tore in 27 Spielen erzielen. Im Juli 2023 lösten beide Parteien den Vertrag einvernehmlich auf.
Zur folgenden Saison wechselte er ablösefrei zum Halleschen FC. Nach einer Spielzeit verließ er den Verein und schloss sich im August 2024 den Stuttgarter Kickers an. 

### Nationalmannschaft
Nach Einsätzen für die deutsche U16 und U17 spielte Skenderović zwischen 2017 und 2019 für die montenegrinische U21.

## Privates
Skenderović legte im Jahr 2017 am Mannheimer Ludwig-Frank-Gymnasium erfolgreich seine Abiturprüfungen ab.